# Łęki Szlacheckie
Łęki Szlacheckie è un comune rurale polacco del distretto di Piotrków, nel voivodato di Łódź.
Ricopre una superficie di 108,41 km² e nel 2004 contava 3 707 abitanti.